# Sporting Clube da Covilhã
El Sporting Clube da Covilhã és un club de futbol portuguès de la ciutat de Covilhã.

## Història
El club va ser fundat l'any 1923. Fins al 2005 ha jugat 15 temporades a primera divisió. Va ser finalista de la copa portuguesa la temporada 1956-57.

## Palmarès
- Segona divisió portuguesa de futbol: 
  - 1948-49, 1958-59, 1986-87, 1996-97, 1999-00, 2002-03, 2005-06, 2008-09, 2009-10, 2010-11, 2011-12